# Вайшнур, Юлия Александровна
Ю́лия Алекса́ндровна Ва́йшнур (род. 25 марта 1982, Североморск, Мурманская область) — российская актриса театра и кино.

## Биография
Родилась 25 марта 1982 года в городе Североморске Мурманской области. Мама — бухгалтер; отец — электрик, потомок немцев-переселенцев из Сибири. В 14 лет в 8 классе, после развода родителей, с мамой и братом Юлия переехала в Хабаровск. В Хабаровске попала в класс с театральным уклоном. В 2003 году окончила актёрский факультет Хабаровского государственного института искусств и культуры. После играла в Хабаровском краевом театре драмы и комедии и работала на хабаровском телевидении ведущей передачи «Утро с Губернией». В 20 лет вышла замуж за Константина, сотрудника ФСИН. Брак продлился 2,5 года, разошлась с ним по собственной инициативе и переехала в Москву. Позже вышла замуж за режиссёра и писателя Сергея Терещука.

## Семья
Юлия дважды была замужем. Первый муж — Константин. Второй муж — Сергей Терещук. Воспитывает сына Илью.

## Творчество
В Хабаровском краевом театре драмы и комедии сыграла несколько ролей.
С 2005 года снимается в кино. Наиболее заметными стали роли в телесериалах «Детективы», «След» и «Москва. Три вокзала». Героини всех трёх сериалов ведут розыскную деятельность. По мнению критика Дмитрия Тюнина, роль Евгении Майоровой в сериале «Москва. Три вокзала» изображена Юлией Вайшнур «достойно и умело».

## Театральные работы
- «Укрощение строптивой» — Бьянка
- «Король Лир» — Корделия
- «Аккомпаниатор» — Олеся
- «Любовь втроем» — Людмила
- «Неуловимый Фунтик» — Фунтик
- «Забыть Герострата» — Клементина
- «Старший сын» — Нина
- «Не всё коту масленица» — Агния
- «Брют» — Дина
- «Любовь-книга золотая» — Княгиня

## Фильмография
| Год          |   | Название              | Роль                                                     |
| ------------ | - | --------------------- | -------------------------------------------------------- |
| 2004—2013    | с | Кулагин и партнёры    | эпизод                                                   |
| 2005—2006    | с | Не родись красивой    | администратор гостиницы                                  |
| 2006         | с | Сталин. Live          | Варенька                                                 |
| 2006—2007    | с | Любовь как любовь     | констультант видеосалона                                 |
| 2006—2019    | с | Детективы             | Юля, помощница детектива                                 |
| 2007         | с | Короли игры           | официантка                                               |
| 2007         | ф | Путевой обходчик      | корреспондент                                            |
| 2007—2008    | с | Татьянин день         | продавец                                                 |
| 2007 — н. в. | с | След                  | Юлия Соколова, капитан/майор полиции, оперуполномоченный |
| 2008         | с | Чемпион               | эпизод                                                   |
| 2009         | с | Хранитель             | Ольга, жена Егора, психолог                              |
| 2010         | с | Дело Крапивиных       | Вика Оршанина                                            |
| 2010         | с | Садовник              | Юлия Соколова                                            |
| 2010         | с | След-52               | Юлия Соколова                                            |
| 2011—2012    | с | Хозяйка моей судьбы   | Рита                                                     |
| 2011—2012    | с | Молодожёны            | дочь пожилой дамы                                        |
| 2012—2014    | с | Москва. Три вокзала   | Евгения Павловна Майорова, капитан/майор полиции         |
| 2013         | с | Операция «Кукловод»   | Лиза Рубцова, подруга Марины                             |
| 2014—2016    | с | Свет и тень маяка     | Елена Шомина                                             |
| 2018         | с | Проверка на прочность | бывшая жена                                              |
| 2021         | с | Синичка 5             | Елена Кочергина                                          |